# Teleskopkrone

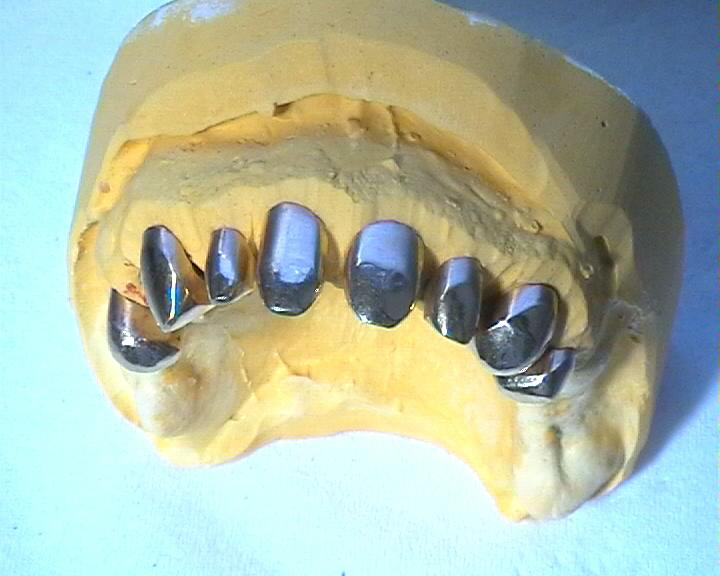
Innenteleskope

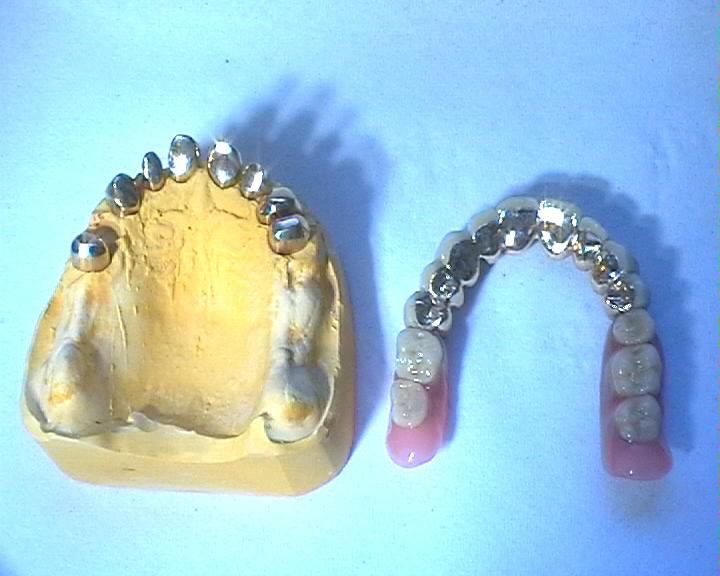
Innenteleskope und Teleskopprothese

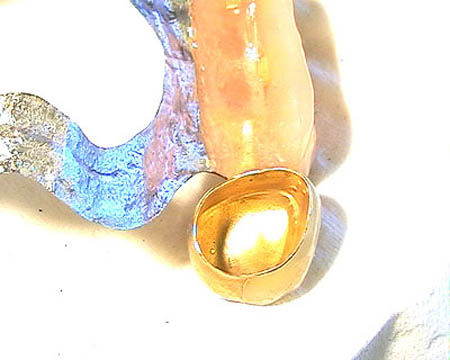
Außenteleskop (Sekundärteil) – Detailaufnahme

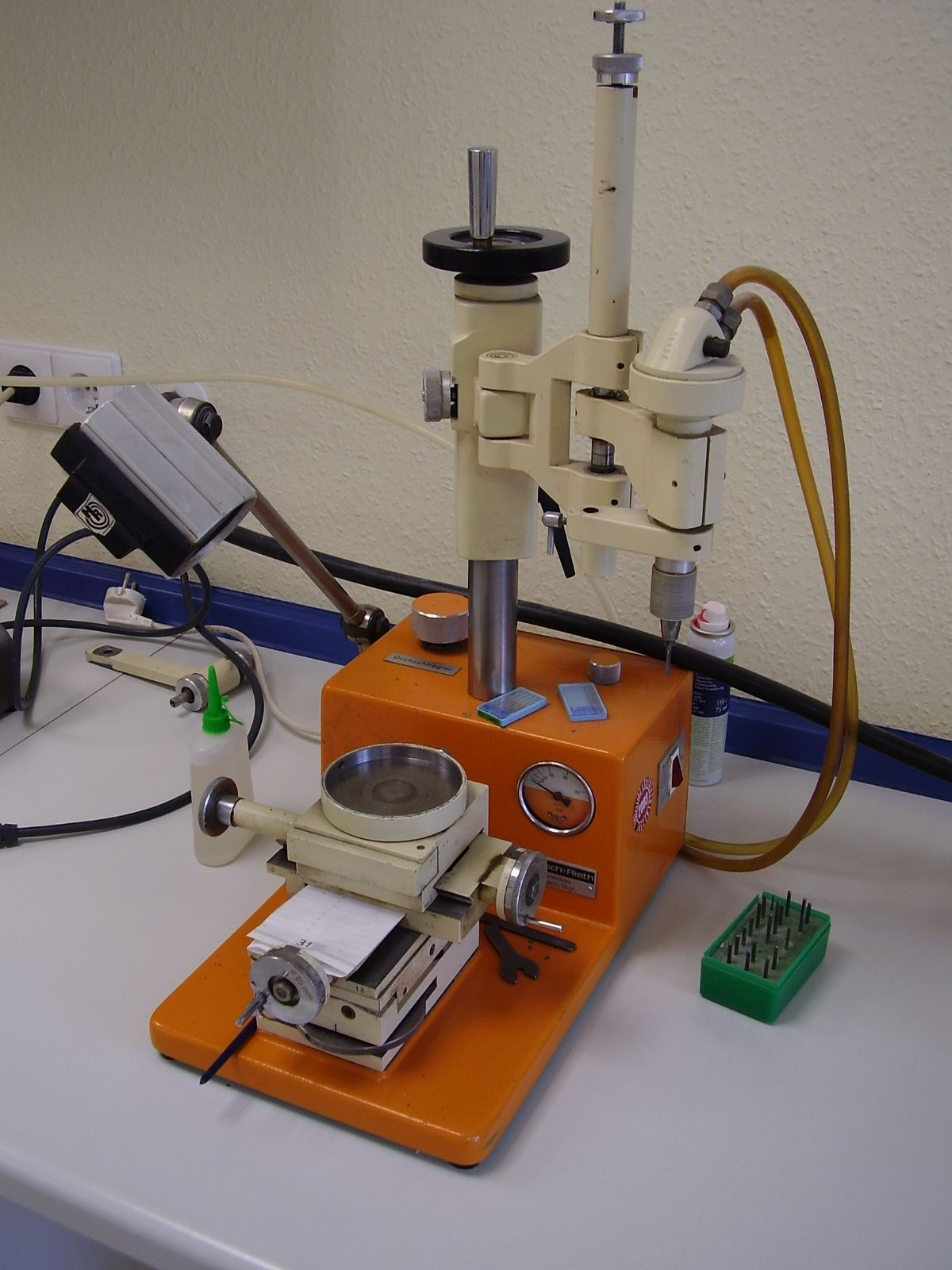
Teleskop-Fräse zum Fräsen der Primärteile

Eine Teleskopkrone ist in der Zahnmedizin der nicht ganz zutreffende Sammelbegriff für jede Art einer Doppelkrone. Richtigerweise muss man Doppelkronen unterscheiden in Parallelwandige Teleskopkronen, Konuskronen und Resilienzteleskopkronen.
Doppelkronen werden dann eingegliedert, wenn es gilt, herausnehmbaren kombinierten Zahnersatz möglichst gut zu befestigen, dabei gleichzeitig das Restgebiss und die der Befestigung dienenden Zähne optimal zu schützen und unphysiologische (Kipp-)Belastungen zu vermeiden.
Alle Doppelkronen bestehen aus einer Innen- oder Primärkrone und einer Außen- oder Sekundärkrone. Die Primärkrone wird bei der Eingliederung z. B. mit Phosphatzement fest auf den beschliffenen Zahnstumpf zementiert, während die Sekundärkrone in die Zahnprothese eingearbeitet wird (gelötet, geklebt oder mit Retentionen im Prothesenkunststoff eingebettet). Das Prinzip ist, dass sich beim Einsetzen der Prothese Primär- und Sekundärteil teleskopartig ineinanderschieben und dadurch den gewünschten Halt geben. Dabei muss unbedingt auf eine parallele Einschubrichtung geachtet werden.
Doppelkronen werden in aller Regel aus Goldlegierungen oder mit Hilfe der Galvanotechnik gefertigt, aber auch Nichtedelmetalllegierungen oder Titan werden inzwischen eingesetzt. Eine Verblendung der Außenteleskope ist möglich, allerdings nicht als Keramik-Verblendung, weil diese den beim Einsetzen und Herausnehmen entstehenden Spannungen durch Verkanten nicht standhält.

## Parallelwandige Teleskopkrone
Bei dieser Art einer Doppelkrone wird das Innenteleskop rundherum an der Oberfläche mit einer Spezialfräse absolut parallel gefräst. Entsprechend ist das Sekundärteleskop von der Innenseite her parallelwandig. Der Halt der Kronen zueinander erfolgt durch Friktion (Reibung). Weil es im Einzelfall nicht immer ganz einfach ist, die Friktion passend einzustellen bzw. nachzustellen (zu aktivieren), können gegebenenfalls die äußeren Kronen auch mit zusätzlichen Halteelementen versehen werden: Friktionsstifte, Riegel oder Ähnliches.

## Konuskrone
Bei einer Konuskrone wird die Primärkrone nicht parallel, sondern rundherum in einem definierten Winkel (meist 6–8°) gefräst. Denselben Winkel hat die Sekundärkrone von innen. In Verbindung mit einem 0,1 mm breiten okklusalen Spalt zwischen Primär- und Sekundärkronen soll dies zu einer Verkeilung führen (im Gegensatz zur Friktion der parallelwandigen Doppelkronen), die für eine definierte Abzugskraft von 8 bis 10 N sorgen soll.

## Resilienzteleskopkrone
Eine Resilienzteleskopkrone unterscheidet sich von der parallelwandigen Doppelkrone dadurch, dass die Seitenflächen zwar parallel gefräst sind, okklusal aber zwischen Innen- und Außenteleskop ein Spalt von 0,3 bis 0,5 mm bleibt, so dass die Kronen bei Belastung in einem definierten Maß absinken (federn) können und die Resilienz der Mundschleimhaut zum Tragen kommt. Die Indikation für derartige Doppelkronen kann bei einer sehr geringen Restbezahnung und der Eingliederung einer Cover-Denture-Prothese gegeben sein.

## Teleskopkrone mit Spielpassung
Bei dieser Ausführung der Doppelkronen sind die Wände der Primärkrone parallel ausgeführt, ohne jedoch Friktion oder Klemmung zur Sekundärkrone aufzuweisen. Der Halt der Sekundärkrone auf der Primärkrone wird durch separate Halteelemente wie Federbolzen oder Riegel erreicht.

### Teleskopierende Brücke
Unter einer teleskopierenden Brücke versteht man eine Brücke, deren Brückenpfeiler Teleskopkronen (Doppelkronen) sind. Ihr Tragekomfort entspricht dem festsitzenden Zahnersatz, da diese Konstruktion von den Pfeilerzähnen getragen wird und die Mundschleimhaut keine tragende Funktion hat.
Vorteile einer teleskopierenden Brücke:
- Die Teleskopkronen und der Brückenkörper können besser gereinigt werden.
- Eventuell notwendige Reparaturen (z. B. an Verblendungen) sind möglich, ohne den Zahnersatz vollständig erneuern zu müssen.
- Zahnersatz aus Teleskopkronen und Brückenkörpern sind erweiterbar, das bedeutet, dass sie bei weiterem Zahnverlust umgearbeitet und ganz oder teilweise wiederverwendet werden können. Die bestehenden Teleskopkronen können auch die Haltefunktion eines kombinierten Zahnersatzes übernehmen. Ein Wiederverwenden der Teleskopkronen reduziert den Aufwand und die Kosten gegenüber einer Neuanfertigung.

Nachteile:
- Teleskopkronen können nicht mit Keramikverblendungen versehen werden, da die Bruchgefahr der Keramik beim Herausnehmen und Wiedereinsetzen der Brücke zu hoch ist. Teleskopkronen werden deshalb mit Kunststoffen verblendet, z. B. aus UV-Licht-härtendem Komposit.
- In der Regel muss ein größerer Substanzverlust der zu beschleifenden Pfeilerzähne in Kauf genommen werden, damit die Teleskopkronen nicht zu dick werden, was die Ästhetik beeinträchtigen würde. Dies kann zu pulpitischen Beschwerden oder einer erhöhten Temperaturempfindlichkeit führen.
- Die Anfertigung erfordert einen erhöhten zeitlichen Aufwand und verursacht dadurch auch höhere Kosten.

## Wertung
Die Lehrmeinungen darüber, welche Art der Doppelkronen die beste ist, differieren sehr.
Je nach Universität und den „Erfindern“ einzelner Systeme wird der einen oder der anderen Doppelkrone der Vorzug gegeben. Alle haben sicherlich ihre Vorteile, aber auch ihre Nachteile. Je nach Einzelfall sollte der jeweilige Befund Maßstab für die Indikation sein.